# Ivo Caprino
Ivo Caprino (Oslo, 17 de fevereiro de 1920 – Oslo, 8 de fevereiro de 2001) foi um diretor e roteirista de cinema norueguês, mais conhecido por seus filmes com marionetes.
Sua obra mais famosa é Flåklypa Grand Prix ("Pinchcliffe Grand Prix", em inglês), realizada em 1975.
Ele morreu em 2001 depois de ter vivido vários anos com um diagnóstico de câncer.

## Filmografia
- 1975 - Flåklypa Grand Prix

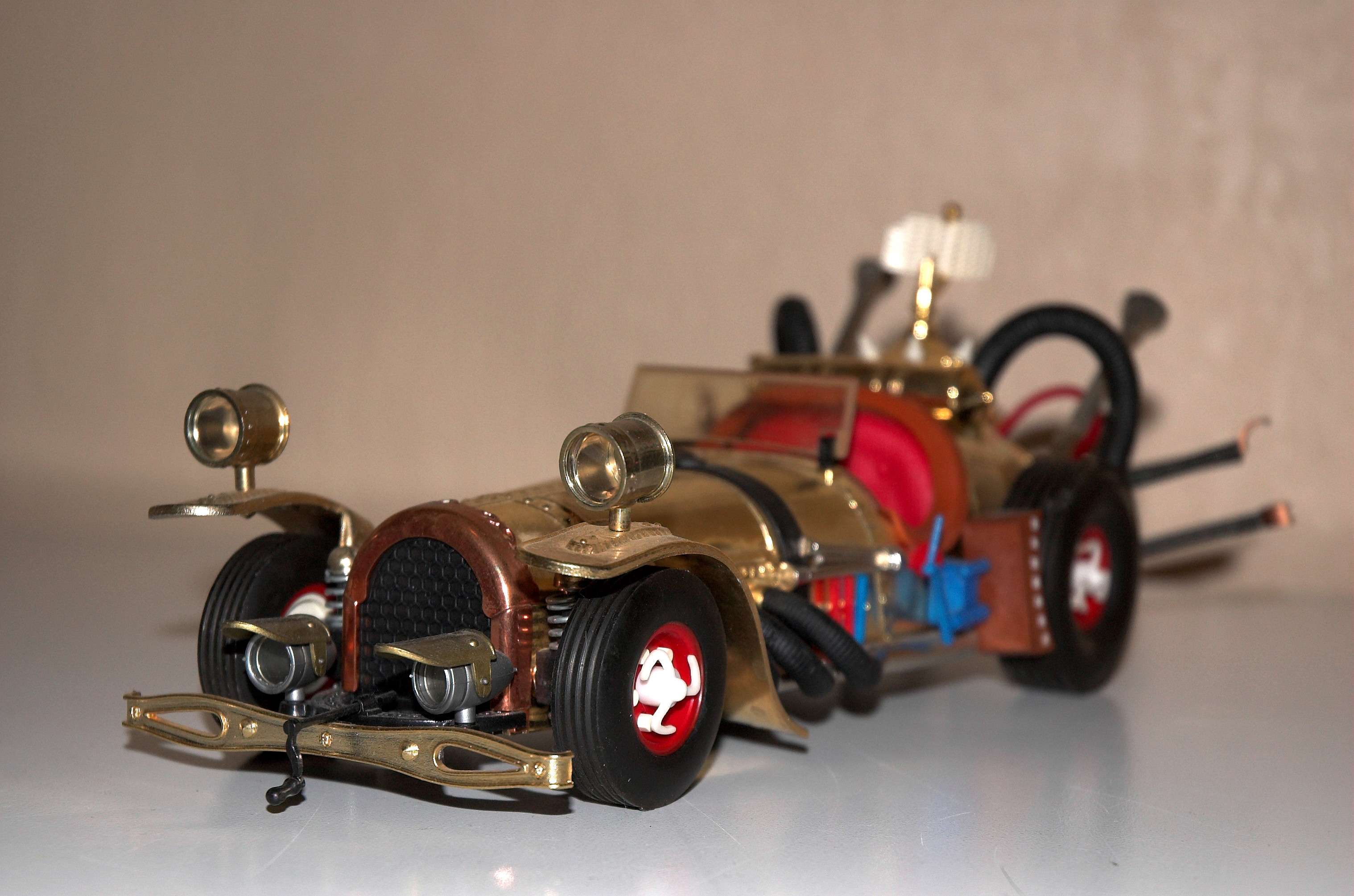
Flåklypa Grand Prix, um longa-metragem de animação em stop motion norueguês de 1975, foi o filme de maior sucesso de Ivo Caprino. A imagem é de um modelo de brinquedo do "Il Tempo Gigante", principal carro de corrida do filme.

- 1967 - Gutten som kappåt med trollet
- 1966 - Sjuende far i huset
- 1963 - Papirdragen
- 1962 - Reveenka
- 1961 - Askeladden og de gode hjelperne
- 1959 - Ugler i mosen
- 1958 - Et hundeliv med meg
- 1955 - Den standhaftige tinnsoldat
- 1955 - Klatremus i Knipe
- 1954 - Karius og Baktus
- 1952 - Veslefrikk med fela
- 1950 - Musikk på loftet / En dukkedrøm
- 1949 - Tim og Tøffe